# 周國卿
周國卿（1515年—？），字台仲，錦衣衛校籍，浙江海寧縣人，明朝政治人物。

## 生平
嘉靖十九年（1540年）庚子科順天府鄉試第二名舉人。嘉靖二十九年（1550年）中式庚戌科會試第三十二名，登第三甲第一百零四名進士。历官镇江府通判、延安府知府，隆慶元年（1567年）五月升陕西按察司副使，六年七月升江西右参政，萬曆三年（1575年）三月降调四川副使。

## 家族
曾祖周敞；祖父周珎，義官；父周經，義官。母陳氏。具庆下。